# Nova Iguaçu
Nova Iguaçu è un comune del Brasile nello Stato di Rio de Janeiro nella Regione Metropolitana di Rio de Janeiro.
Il comune di Nova Iguaçu è stato notevolmente ridimensionato a partire dal 1943. Per prima si staccò la città di Duque de Caxias, nel 1947 si staccarono Nilópolis e São João de Meriti. Nel 1989 la popolazione era di 1 700 000 abitanti, quindi nel 1990 si distaccò Belford Roxo e Queimados, nel 1991 Japeri e infine nel 1999 Mesquita.

## Organizzazione territoriale
Nova Iguaçu è amministrativamente diviso in 5 Setores de Planejamento Integrado ("Settori di Pianificazione Integrata"), 9 distritos (distretti)  denominati Unidades Regionais de Governo ("Unità Regionali di Governo") e 68 bairros (quartieri).
| Setor de Planejamento Integrado (SPI)    | Unidade Regional de Governo (URG) |
| ---------------------------------------- | --- |
| Setor de Planejamento Integrado Centro   | Unidade Regional de Governo Centro (URG I), Unidade Regional de Governo da Posse (URG II) e Unidade Regional de Governo de Comendador Soares (URG III) |
| Setor de Planejamento Integrado Sudoeste | Unidade Regional de Governo de Cabuçu (URG IV) e Unidade Regional de Governo do KM 32 (URG V)                                                          |
| Setor de Planejamento Integrado Noroeste | Unidade Regional de Governo de Austin (URG VI) |
| Setor de Planejamento Integrado Nordeste | Unidade Regional de Governo de Vila de Cava (URG VII) e Unidade Regional de Governo de Miguel Couto (URG VIII)                                         |
| Setor de Planejamento Integrado Norte    | Unidade Regional de Governo de Tinguá (URG IX) |

- URG Centro (URG I): Bairro da Luz, Califórnia, Caonze, Centro, Chacrinha, Engenho Pequeno, Jardim Iguaçu, Jardim Tropical, Moquetá, Prata, Rancho Novo, Santa Eugênia, Viga, Vila Nova e Vila Operária.

- URG Posse (URG II): Ambaí, Bairro Botafogo, Carmary, Cerâmica, Kennedy, Nova América, Parque Flora, Ponto Chic, Posse e Três Corações.

- URG Comendador Soares (URG III): Comendador Soares, Danon, Jardim Alvorada, Jardim Nova Era, Jardim Palmares, Jardim Pernambuco, Ouro Verde e Rosa dos Ventos.

- URG Cabuçu (URG IV): Cabuçu, Campo Alegre, Ipiranga, Lagoinha, Marapicu, Palhada e Valverde.

- URG KM 32 (URG V): Jardim Guandu, KM 32, Paraíso e Prados Verdes.

- URG Austin (URG VI): Austin, Cacuia, Carlos Sampaio, Inconfidência, Riachão, Rodilândia, Tinguazinho e Vila Guimarães.

- URG Vila de Cava (URG VII): Corumbá, Figueiras, Iguaçu Velho, Rancho Fundo, Santa Rita e Vila de Cava.

- URG Miguel Couto (URG VIII): Boa Esperança, Geneciano, Grama, Miguel Couto e Parque Ambaí.

- URG Tinguá (URG IX): Adrianópolis, Jaceruba, Montevidéu, Rio d'Ouro e Tinguá.